# Здуње (Македонски Брод)
Здуње (мкд. Здуње) су насеље у Северној Македонији, у средишњем делу државе. Здуње припадају општини Македонски Брод.

## Географија
Насеље Здуње је смештено у средишњем делу Северне Македоније. Од седишта општине, градића Македонски Брод, насеље је удаљено 50 km северно.
Рељеф: Насеље Здуње се налази у области Порече, која обухвата средишњи део слика реке Треске. Дато подручје је изразито планинско. Насеље је положено на левој обали реке Треске, у најужем делу тока, у оквиру Поречке клисуре, која је на овом месту преграђена, па је образовано велико вештачко језеро. Западно од насеља уздиже се Сува гора. Надморска висина насеља је приближно 510 метара.
Клима у насељу је континентална. 

## Историја
Почетком 20. века, као и Порече, становништво Здуња је било наклоњено српској народној замисли, па се месно становништво у изјашњавало Србима.

## Становништво
По попису становништва из 2002. године, Здуње су имале 20 становника, што је велики пад у односу на раније пописе (нпр. 1981. године у селу је живело 88 становника).
Претежно становништво у насељу су етнички Македонци (100% према последњем попису).
Већинска вероисповест у насељу је православље.